# Forestil dig
|  | Denne artikel er oprettet af botten Steenthbot ud fra en ekstern database. Den kan derfor have sproglige fejl eller mangler. Denne skabelon kan fjernes efter kontrol af indholdet. |

Forestil dig er en dansk dokumentarfilm fra 2004 instrueret af Laurits Munch-Petersen.

## Handling
Denne film viser nogle af de mindre kendte ting ved Blixen, som da hun flirtede  med de farverige amerikanske dameblade og nogle sjældne filmklip med nogle af hendes historier.

## Medvirkende
- Karen Blixen
- Solbjørg Højfeldt
- Dick Kaysø
- Jeanne Moreau